# Maingaya
Maingaya (лат.) — монотипный род вечнозелёных деревьев семейства Гамамелисовые (Hamamelidaceae), включающий единственный вид Maingaya malayana. Эндемик Малайского полуострова.

## Этимология
Родовое название Maingaya дано в честь Александра Кэрролла Майнгая, магистрата, работавшего в штате Малакка в середине XIX века. Хотя его официальной работой было управление тюрьмой, он был очень увлечён ботаникой и собрал около 1600 образцов растений с Малайского полуострова.

## Описание

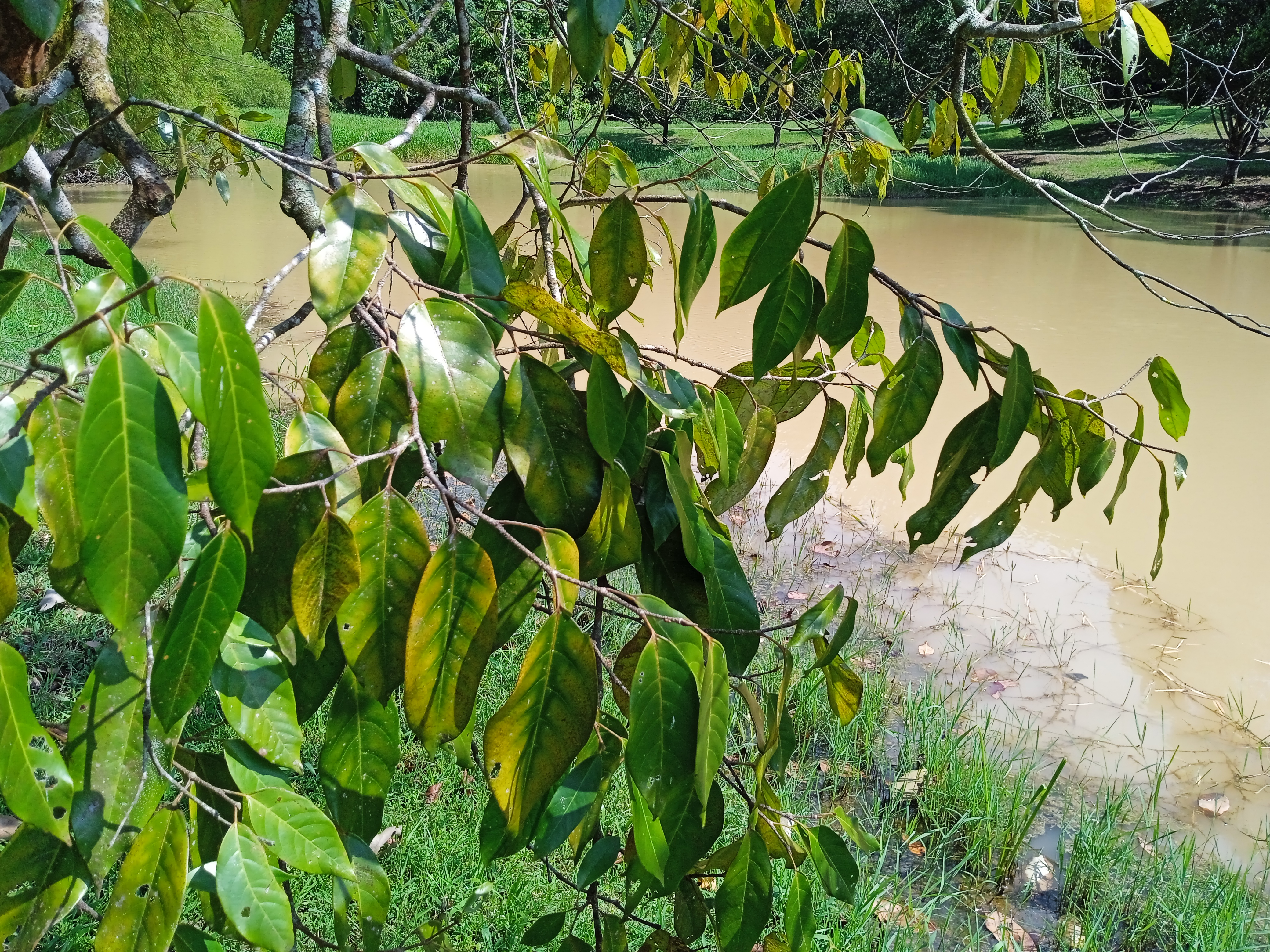
Листва

Maingaya malayana — дерево среднего размера, может достигать высоты более 20 м. Крона дерева украшена головчатыми соцветиями с жёлтыми лентовидными лепестками. Цветёт спорадически почти в течение всего года. Трубчатые цветки состоят из кремовых или светло-жёлтых линейных долей, соединенных со светло-розовой цветочной трубкой. Они плотно собраны вместе, образуя шаровидное соцветие. Плод представляет собой небольшую деревянистую коробочку с двумя камерами и четырьмя клапанами, сохраняются на дереве долго после того, как все семена осыпаются. Листья простые, перисто-прожилковые, безволосые с цельным краем, средней длины.

## Ареал и местообитание
Maingaya — монотипный род, эндемичный для Малайского полуострова. Когда вид Maingaya malayana был впервые описан, было известно, что на холме Пенанг и в горном лесу в Пераке встречаются небольшие популяции дерева. Позже ещё одна популяция была обнаружена на нетронутом участке речного леса в штате Негери-Сембилан. Встречается на высоте до 960 м.